# Tatjana Gudkowa
Tatjana Michajłowna Gudkowa (ros. Татьяна Михайловна Гудкова; ur. 11 stycznia 1993 w Smoleńsku) – rosyjska szpadzistka, dwukrotna medalistka mistrzostw świata.
W 2010 roku zdobyła brązowy medal drużynowo na mistrzostwach świata juniorów w Baku. W tej samej konkurencji była druga na mistrzostwach świata juniorów w Jordanii rok później. Ponadto zdobyła złote medale indywidualnie i drużynowo na mistrzostwach świata juniorów w Moskwie (2012) oraz mistrzostwach świata juniorów w Poreču (2013).
Podczas mistrzostw świata w Kazaniu w 2014 roku Rosjanki w składzie: Tatjana Gudkowa, Wioletta Kołobowa, Lubow Szutowa i Jana Zwieriewa zdobyły złoty medal w zawodach drużynowych. Na rozgrywanych trzy lata później mistrzostwach świata w Lipsku zdobyła złoty medal w turnieju indywidualnym. W walce finałowej pokonała tam Polkę Ewę Trzebińską.
Zdobyła również srebrne medale drużynowo na mistrzostwach Europy w Strasburgu (2014) i mistrzostwach Europy w Tbilisi (2017).
Nigdy nie wzięła udziału w igrzyskach olimpijskich.